# Karlov (Kutná Hora)
Karlov (německy Karlshof) je část města Kutná Hora v okrese Kutná Hora. Nachází se na východě Kutné Hory. Prochází zde silnice II/126. Je zde evidováno 237 adres. Trvale zde žije 535 obyvatel.
Karlov leží v katastrálním území Kutná Hora o výměře 14,45 km2.

## Další fotografie

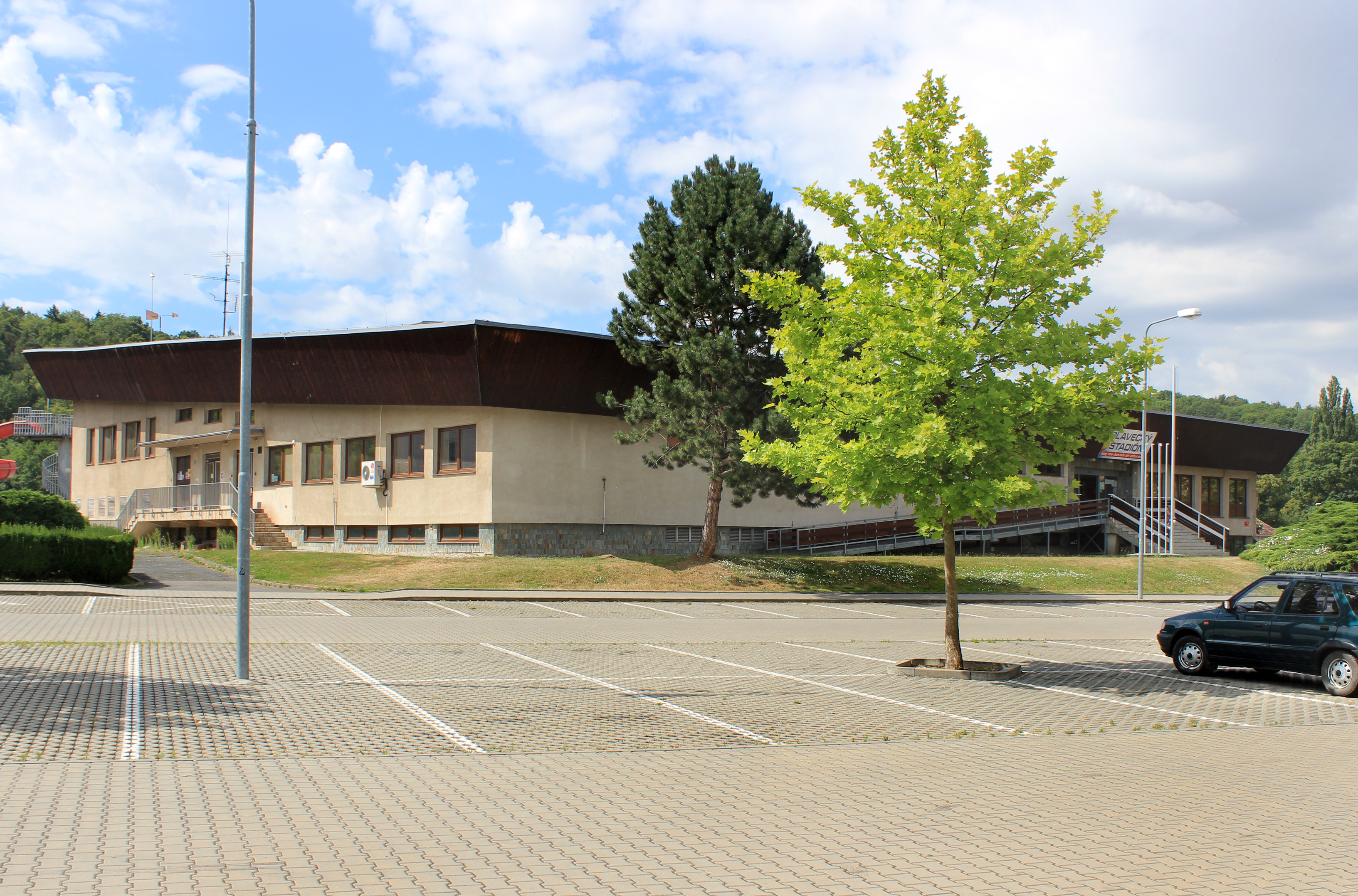
Plavecký bazén
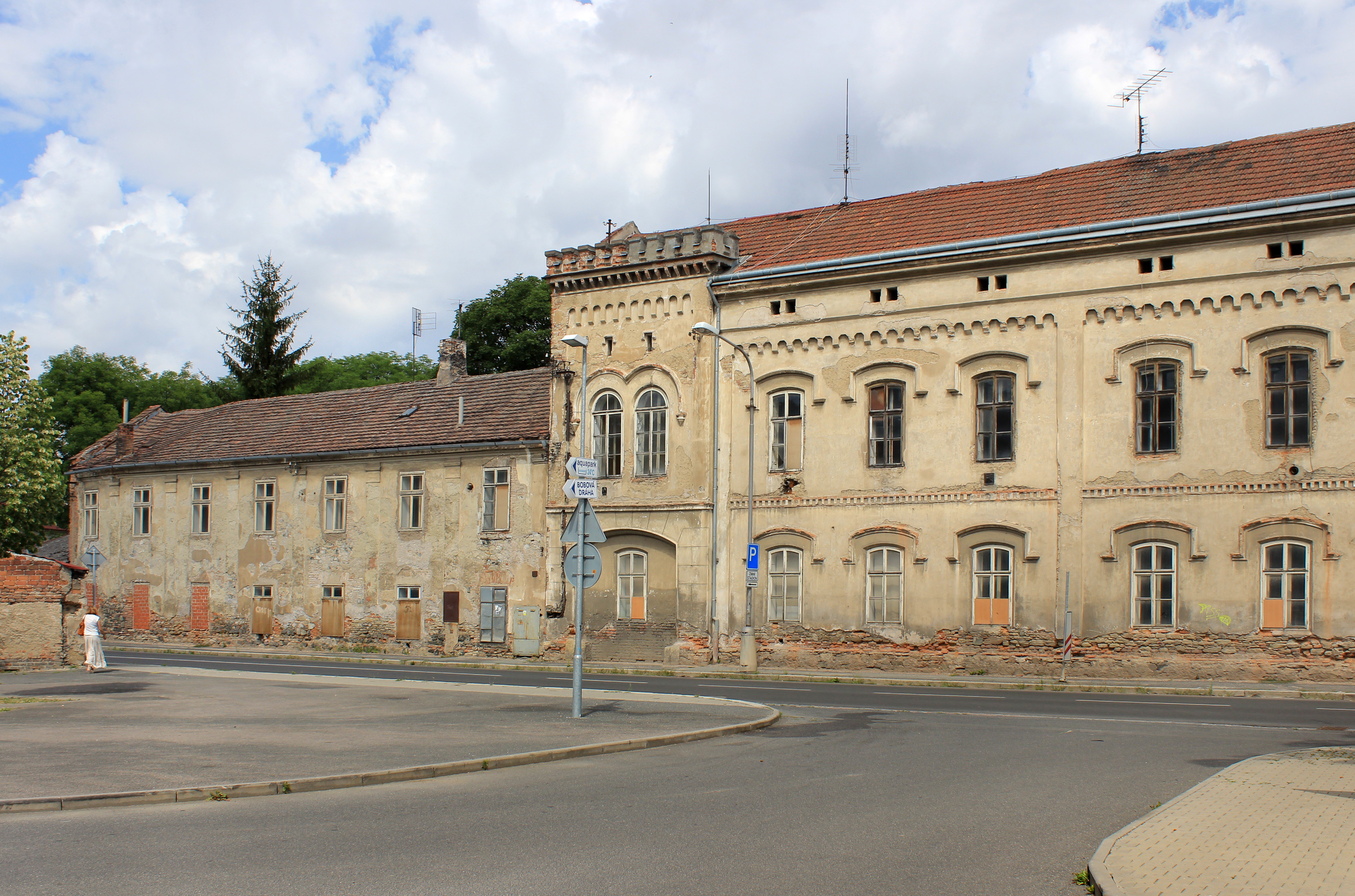
Bývalý cukrovar
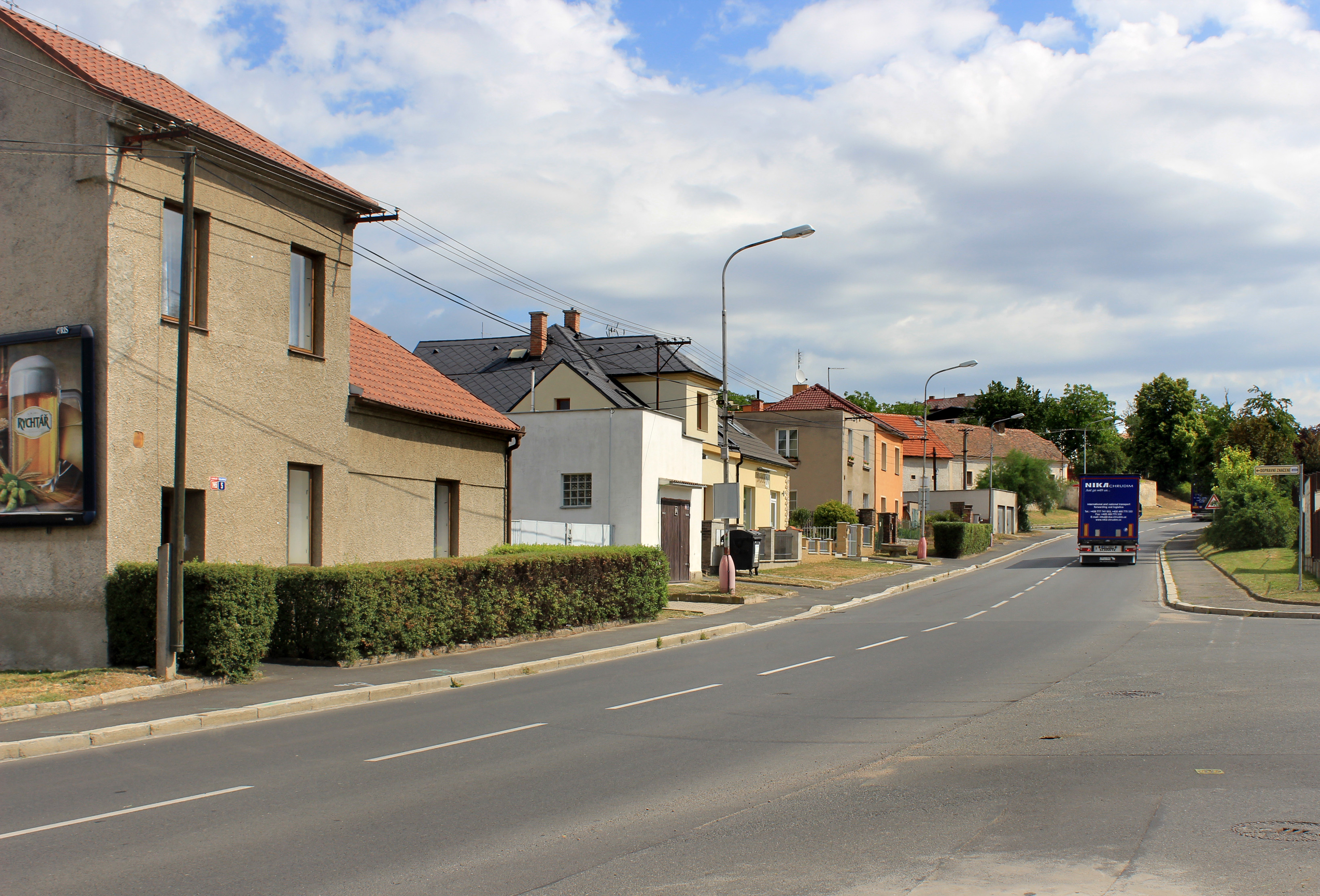
Čáslavská ulice